# 자크 슈미나드

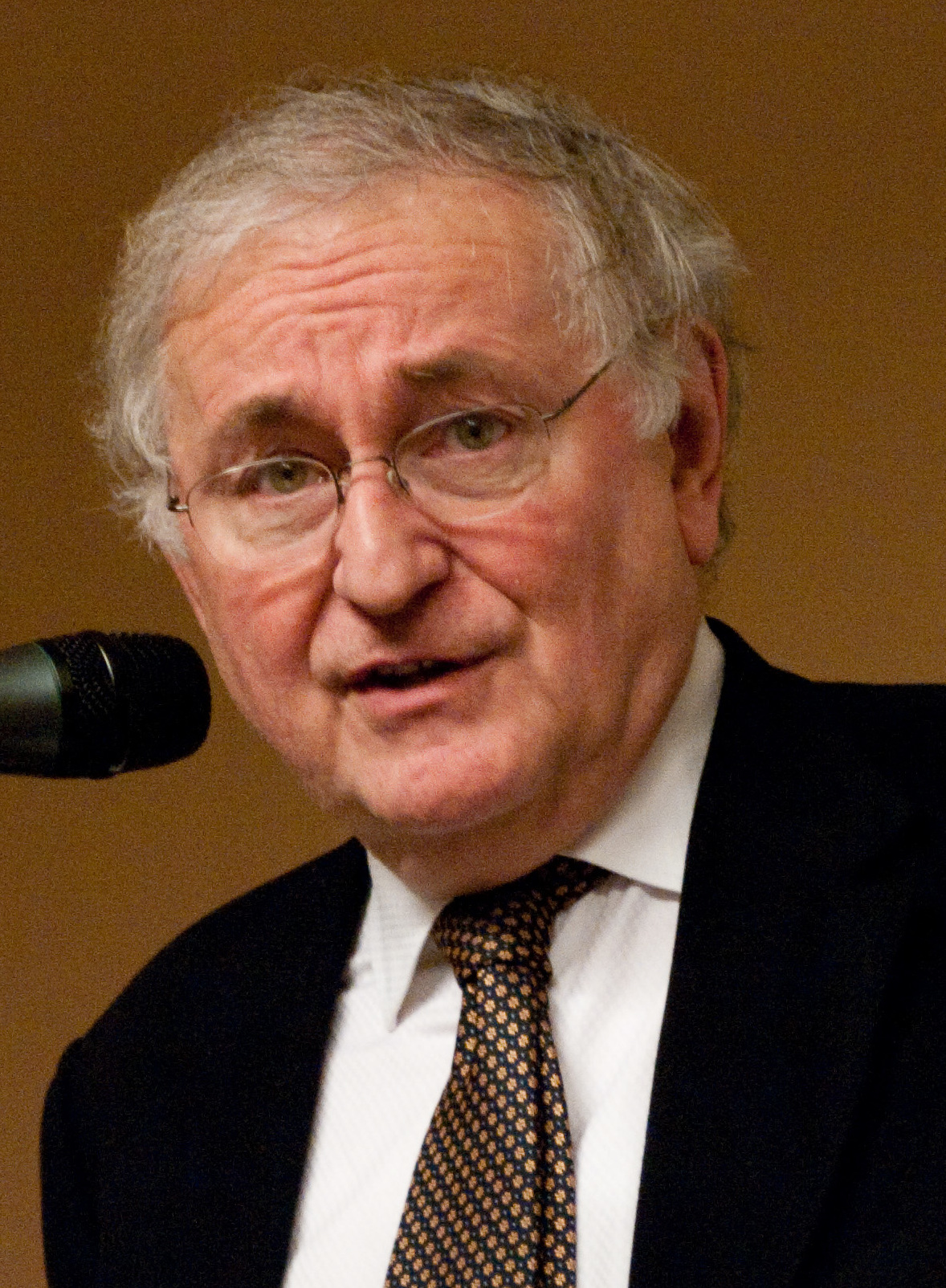

자크 슈미나드(프랑스어: Jacques Cheminade, 1941년 8월 20일 ~ )는 아르헨티나 출신의 프랑스 정치인이다. 현재 아르헨티나와 프랑스 국적을 다중 보유하고 있으며, 2012년 대선에 무소속으로 출마했다.
그는 좌파 드골주의자이다.

## 역대 선거 결과
| 선거명      | 직책명 | 대수 | 정당        | 1차 득표율 | 1차 득표수 | 2차 득표율 | 2차 득표수 | 결과 | 당락 |
| ----------- | ------ | ---- | ----------- | ---------- | ---------- | ---------- | ---------- | ---- | ---- |
| 1995년 선거 | 대통령 | 22대 | 유럽 노동자 | 0.28%      | 84,959표   |            |            | 9위  | 낙선 |
| 2012년 선거 | 대통령 | 24대 | 연대와 진보 | 0.25%      | 89,572표   |            |            | 10위 | 낙선 |
| 2017년 선거 | 대통령 | 25대 | 연대와 진보 | 0.18%      | 65,586표   |            |            | 11위 | 낙선 |